# Conus largilliertii
Espèce
Conus largilliertii est une espèce de mollusques gastéropodes marins de la famille des Conidae.
Comme toutes les espèces du genre Conus, ces escargots sont prédateurs et venimeux. Ils sont capables de « piquer » les humains et doivent donc être manipulés avec précaution, voire pas du tout.

## Description
La taille de la coquille varie entre 30 mm et 60 mm. La spire est plutôt élevée et est maculée. Sa couleur est châtain clair, avec des lignes de taches tournantes plus sombres, et généralement une bande centrale blanche. 

## Distribution
Cette espèce marine est présente dans la mer des Caraïbes et le golfe du Mexique de la Floride au Mexique ; dans l'océan Atlantique au large de la Caroline du Sud, aux États-Unis.

## Taxinomie

### Publication originale
L'espèce Conus largilliertii a été décrite pour la première fois en 1847 par le zoologiste français Louis Charles Kiener dans « Spécies général et iconographie des coquilles vivantes Vol 2 »,.

### Synonymes
- Conus (Dauciconus) largilliertii Kiener, 1847 · appellation alternative
- Gradiconus largilliertii (Kiener, 1847) · non accepté